# سرگئی ایگناشویچ
سرگئی نیکولایویچ ایگناشویچ (روسی: Сергей Николаевич Игнашевич؛ زاده ۱۴ ژوئیهٔ ۱۹۷۹) بازیکن فوتبال پیشین اهل روسیه است.
وی برای تیم ملی فوتبال روسیه ۱۲۷ بازی انجام داده و ۸ گل به ثمر رسانده‌است. پست تخصصی این بازیکن نیز، دفاع است.

## افتخارات

### باشگاهی
لوکوموتیو مسکو
- لیگ برتر فوتبال روسیه: ۲۰۰۲
- جام حذفی فوتبال روسیه: ۲۰۰۱
- سوپر جام فوتبال روسیه: ۲۰۰۳

زسکا
- لیگ اروپا: ۲۰۰۵
- لیگ برتر فوتبال روسیه: ۲۰۰۵، ۲۰۰۶، ۱۳–۲۰۱۲، ۱۴–۲۰۱۳، ۱۶–۲۰۱۵
- جام حذفی فوتبال روسیه: ۰۵–۲۰۰۴، ۰۶–۲۰۰۵، ۰۸–۲۰۰۷، ۰۹–۲۰۰۸، ۱۱–۲۰۱۰، ۱۳–۲۰۱۲
- سوپر جام فوتبال روسیه: ۲۰۰۴، ۲۰۰۶، ۲۰۰۷، ۲۰۰۹، ۲۰۱۳، ۲۰۱۴

### ملی
روسیه
- جام ملت‌های اروپا: ۲۰۰۸ مدل برنز